# Sânnicolau Român
Sânnicolau Român – wieś w Rumunii, w okręgu Bihor, w gminie Sânnicolau Român. W 2011 roku liczyła 1005 mieszkańców.